# Agenda 21
Agenda 21 je sklepni dokument svetovne konference OZN o okolju in razvoju (UNCED), ki je bil sprejet v Riu de Janeiru leta 1992. Opredeljuje ključne okoljske probleme sodobnega sveta ter potrebne ukrepe za uresničitev tako imenovanega sonaravnega (trajnostnega) razvoja v 21. stoletju in vsebuje neobvezujoča priporočila za zmanjševanje negativnih vplivov na okolje.